# Zhexi Shuiku
Zhexi Shuiku (kinesiska: 柘溪水库) är en reservoar i Kina. Den ligger i provinsen Hunan, i den södra delen av landet, omkring 190 kilometer väster om provinshuvudstaden Changsha. Zhexi Shuiku ligger 156 meter över havet. Arean är 48 kvadratkilometer. I omgivningarna runt Zhexi Shuiku växer i huvudsak blandskog. Den sträcker sig 36,7 kilometer i nord-sydlig riktning, och 24,8 kilometer i öst-västlig riktning.
Genomsnittlig årsnederbörd är 1 952 millimeter. Den regnigaste månaden är maj, med i genomsnitt 358 mm nederbörd, och den torraste är december, med 48 mm nederbörd.